# Waterfalls (chanson de Paul McCartney)
Pour les articles homonymes, voir Waterfalls (homonymie).
Singles de Paul McCartney
Coming Up
(1980)
Waterfalls est une chanson écrite, composée et interprétée par Paul McCartney et parue sur l'album McCartney II en 1980.

## Historique
Waterfalls fut enregistré en juillet et août 1979 pour le second album studio de McCartney.
Avec ce single, McCartney se classe neuvième des Charts britanniques mais ne parvient pas à entrer dans le classement du Billboard Hot 100 aux États-Unis (106e place).